# Steve Archibald
Steven Archibald (ur. 27 września 1956 w Glasgow w Szkocji) – szkocki piłkarz grający na pozycji napastnika oraz trener piłkarski.

## Życiorys
Archibald jest wychowankiem klubu East Stirlingshire. Następnie grał w Clyde F.C. w szkockiej First Division. Początkowo grał na pozycji pomocnika, lecz w późniejszym czasie po przejściu do Aberdeen zaczął grać na pozycji napastnika. Z Aberdeen zdobył mistrzostwo Scottish Premier League w 1980 roku. Po zdobyciu tytułu podpisał czteroletni kontrakt z Tottenhamem, z którym dwukrotnie w latach 1981 i 1982 zdobywał Puchar Anglii, a w roku 1984 sięgnął po Puchar UEFA. W trakcie trwania kontraktu z Tottenhamem Archibald zagrał w 189 grach i strzelił dla swojej drużyny 77 goli. Dwukrotnie był ze Szkocką Reprezentacją Narodową na mistrzostwach świata w 1982 i 1986 roku. W 1984 przeszedł do Barcelony, gdzie był bardzo popularny. Później został wypożyczony do Blackburn Rovers skąd trafił do szkockiego Hibernianu. Po niedługim czasie znów pojechał do Hiszpanii tym razem do Espanyolu. Grał jeszcze w 6 klubach w Anglii, Irlandii i Szkocji. W końcu w roku 1994 trafił do East Fife jako grający trener.